# Nazrań
Nazrań (ros. Назра́нь, ing. Наьсара) – miasto w Rosji, na zachodzie Niziny Czeczeńskiej. Stolica Inguszetii do 2000 roku. Populacja: 122 261 (2020). W mieście rozwinął się przemysł spożywczy, elektrotechniczny oraz dziewiarski.

## Sport[potrzebnyprzypis]
- Anguszt Nazrań – klub piłkarski

## Miasta siostrzane[potrzebnyprzypis]
- Rosja, Kisłowodsk